# 和睦特里尔
特里尔05和谐体育俱乐部是一家位于德国莱茵兰-普法尔茨州特里尔的足球俱乐部，成立于1948年3月11日。